# Kedington
Kedington – wieś w Anglii, w hrabstwie Suffolk. Leży 46 km na zachód od miasta Ipswich i 78 km na północny wschód od Londynu. W 2001 miejscowość liczyła 1815 mieszkańców.